# Jack PC
Le Jack PC est un PC intégré dans une prise ethernet murale.
Son alimentation est fourni par ethernet Power over Ethernet (IEEE 802.3af) (voir aussi IEEE 802.3)
Ses connectiques :
- une sortie vidéo analogique ou DVI (suivant le modèle)
- une sortie et une entrée audio
- quatre prises USB
- bouton reset